# ناثانيل ديفيد
ناثانيل ديفيد (بالإنجليزية: Nathaniel David)‏ هو عالم أحياء جزيئية أمريكي، ولد في 27 ديسمبر 1967.